# Resolució 1576 del Consell de Seguretat de les Nacions Unides
La Resolució 1576 del Consell de Seguretat de les Nacions Unides fou adoptada per unanimitat el 29 de novembre de 2004. Després de recordar les resolucions 1529 (2004) i 1542 (2004) sobre la situació a Haití, el Consell va ampliar el mandat de Missió d'Estabilització de les Nacions Unides a Haití (MINUSTAH) fins a l'1 de juny de 2005.
El preàmbul de la resolució va subratllar la necessitat de la reconciliació política i la reconstrucció econòmica al país. Condemnava actes de violència, violacions dels drets humans i els intents d'alguns grups armats de dur a terme una aplicació de lleis no autoritzades al país, que havia de ser desarmats el més aviat possible.
Actuant sota el Capítol VII de la Carta de les Nacions Unides, el Consell va ampliar el mandat de la MINUSTAH, que seria ser renovat si fos necessari. Es va demanar al govern de transició a Haití que construís un procés democràtic i electoral inclusiu. Les contribucions internacionals van ser sol·licitades pel Consell, qui va demanar al secretari general Kofi Annan que informe cada tres mesos sobre l'aplicació del mandat de la MINUSTAH.